# Fitness kultura
Kultura fitness je sociokulturní jev, který odkazuje na kulturu tělesných cvičení. Fenomén je obvykle spojován s kulturou cvičení nebo tělocvičny, tj. tělesných cvičení v tělocvičně, wellness centru a klubů zdraví jako populární aktivita. Mezinárodní průzkum zjistil, že více než 27 % celosvětové dospělé populace navštěvuje fitness centra a že 61 % běžných cvičenců v současné době provádí cvičení.

## Evoluce pojmu

### Gymnastika starověkého Řecka a Říma
Ve starověkém Řecku a Římě existovala ve městech veřejná místa určená pro trénink atletů, tzv. gymnasion (pl.: gymnasia) pro Řeky a palaestra (pl: palaestrae) pro Římany. Fitness byla považována za koncept formovaný dvěma kulturními kodexy: racionalizací a asketicismem na jedné straně, autentičností a hedonismem na straně druhé. V Řecku byla gymnastická dokonalost považována za ušlechtilý a zbožný výkon a byla zahrnuta do úplného vzdělání. Tělocvičny se staly centrem komunity, byly spojeny s uměním, studiem logiky a zdrojem zábavy. Kvalifikovaní atleti dosáhli vysokého postavení a věnovali svůj život tomu, aby se stali zdatnými ve cvičení.

### Devatenácté století
Gymnastika vyvinutá v západních zemích měla za cíl zlepšit tělesnou zdatnost, udržet veřejnou morálku a učinit občany lepšími. Pehr Henrik Ling byl průkopníkem ve výuce tělesné výchovy ve Švédsku, kde se snažil reformovat a zlepšovat gymnastiku, vycházející ze základů starých Řeků. V polovině 19. století se ve světě zvedl zájem o fyzickou kulturu, tj. o hnutí, které zdůrazňovalo význam tělesného cvičení pro muže, ženy i děti. Lékař Diocletian Lewis dokonce navrhoval společná cvičení mužů a žen v tělocvičně.

### Druhá světová válka
Fyzická zdatnost byla jádrem nacistické filozofie a německá vláda financovala výstavbu sportovních a wellness zařízení. V roce 1922 založila nacistická strana Hitlerovu mládež, kde se děti a adolescenti podíleli na pohybových aktivitách, aby se rozvinula jejich tělesná i duševní zdatnost. Nacistické sportovní představy sloužily účelu propagovat myšlenku rasové nadřazenosti Árijců a v roce 1933 byla tato politika zavedena ve všech německých atletických organizacích.
V Sovětském svazu vytvořil Komsomol Radu pro práci a obranu SSSR v 1931, což byl program zdraví, který byl navržený tak, aby zlepšil veřejné zdraví a připravil populaci pro vysoce produktivní práci a obranu „vlasti“.

### Studená válka
Během Studené války se v USA i v Sovětském svazu objevilo zaměření na tělesnou zdatnost. Senátor Hubert Humphrey důrazně varoval, že komunistická dominance pochází ze špičkových sportovních a fitness programů. Jeho poznámky odrážely rostoucí americkou paranoiu z komunismu. V reakci na tuto situaci začali vůdcové armády, civilní vláda a soukromý sektor vytvářet „kult a rituál houževnatosti”. Prezident John Fitzgerald Kennedy vydal výzvu národa k upřednostnění jejich fyzické zdatnosti po celé zemi. Fitness bylo jasně popsáno jako „záležitost dosažení optimálního stavu pohody“, která vyžadovala cvičení od mladých i starých. Toto zaměření na fitness také otevřelo dveře pro atletky v USA a SSSR, aby se staly prominentnějšími jako soutěžící na olympijských hrách.

### Masová účast, komercializace
Po druhé světové válce se začala rozvíjet nová forma neorganizovaných, individualizovaných, zdravotně orientovaných fyzických a rekreačních aktivit, jako je například jogging. Publikace jako Cvičení Královských kanadských vzdušných sil (1961) vyvinuté Billem Orbanem a kniha Aerobik (1968) a masová komerční verze „Nový aerobik“ (1979) pomáhaly oblibě moderní fitness kultury. V sedmdesátých letech minulého století nastal boom, který byl inspirován olympijskými hrami. Aerobik, neboli forma skupinové gymnastické činnosti, prováděná s hudebním doprovodem, se stala populární v osmdesátých letech po zveřejnění cvičebních videí Jane Fondové v roce 1982.
Fitness začalo být komercializováno. Posilovny byly zřízeny nikoliv s cílem zvyšovat veřejné zdraví, ale stimulovat a využívat touhu lidí udržet se v kondici, bavit se a zlepšovat se. Dnes se kulturisté snaží dosáhnout svých estetických ideálů prostřednictvím cvičení svalů pomocí závaží a dalšího vybavení.
Termín tělocvična je často spojován s termínem fitness a „jít do tělocvičny“ znamená provádět cvičení ve fitness institucích, jako jsou fitness centra, zdravotnické kluby nebo tělocvičny. Zde musí lidé platit za členství, tedy za využití fitness vybavení a za účast na skupinových fitness aktivitách s lektory, jako jsou aerobik nebo kurzy jógy. Dochází k poklesu popularity cvičení „čistého aerobiku“. Pozornost se přesouvá od aerobiku, kulturistiky a tradičních technik cvičení k novým formám cvičení jako je jóga, zumba, pilates, spinning a aquacycling, tai chi, kickbox a outdoor fitness.

## Vlivy

### Masmédia
Hromadné sdělovací prostředky hrají důležitou roli při utváření fitness kultury, protože zobrazují „ideální tělesné proporce“. Média mají tendenci podporovat štíhlost nebo dokonce vychrtlost jako ideální standardy pro obraz ženského těla a štíhlost nebo svalnatost jako ideální obraz mužského těla. Komerční reklamy také vytvořily vlivnou a mocnou sílu v podpoře stereotypu ideálního tělesného obrazu, který není omezen pouze na módní reklamy. Reklamy na zboží jako jsou hodinky, smartphony a domácí spotřebiče, též idealizovaný obraz těla podpořily. Vnímání štíhlosti a vychrtlosti pro ženy a štíhlosti a svalnatosti pro muže se stalo stereotypem ve společnosti, což má za následek vytváření sociokulturních tlaků a ovlivňování lidí, aby se zapojili do fitness s cílem usilovat o ideální obraz těla podporovaný hromadnými sdělovacími prostředky.
Cvičení a diety jsou často považovány za nejlepší způsob, jak dosáhnout takové ideální tělesné image. Například publikace fitness podporují myšlenku, že fyzické cvičení je přirozeným lékem pro vaše tělo a zdraví. Na druhou stranu, módní časopisy podporují štíhlost a vychrtlost jako ideální ženský obraz: v odvětví vysoké módy jsou modelky obvykle štíhlé a tenké. Tam je také významný nárůst článků s tématy o hubnutí. Kromě toho se tvar modelů dramaticky změnil směrem k „více trubkové ženské formě“ v kultuře vysoké módy, což často vyvolává kontroverze.

### Vzájemný vliv
Lidé, kteří pravidelně navštěvují fitness instituce, mají tendenci v těchto lokalitách nacházet přátele. Chtějí se cítit součástí skupiny, kterou lze označit za komunitní, protože chování členství ve skupině je přenášeno z člena na člena v rámci skupiny. Tento druh přátelství obvykle zůstává omezen uvnitř fitness instituce. Kromě toho se atmosféra ve fitness institucích, vytvořených lidmi se stejným cílem, stává silnou motivací. Když lidé chodí do fitness zařízení nebo začínají novou činnost, mohou být povzbuzeni ostatními a vzájemně se podporovat.
Kromě toho fitness instituce mohou fungovat jako seznamovací místa, zvyšují šance na setkání s lidmi z jiných pracovišť. Hudba, pohyb těla a oblečení lidí, kteří vykonávají cvičení, mohou snadno upozornit a stát se příležitostí k vzájemnému kontaktu.
Dalším důležitým aspektem fitness kultury je genderová diferenciace v prováděných cvičeních. Jedna studie ukázala, že ženy preferují kardiovaskulární cvičení nad silový trénink, protože jim to umožňuje získat sílu, aniž by překročily normy pro ženský fyzický vzhled, zatímco muži preferují jiná cvičení, jako je kulturistika nebo box, aby byli více svalnatí.

### Osobní trenéři
Fitness instituce jsou místa, kde mohou lidé kultivovat své individuální potřeby, pokud jde o udržení kondice a zábavy s ostatními lidmi. Byly vyvinuty jako komerční prostředí od 80. let. Koncept nad rámec tohoto obchodního aspektu lze vysvětlit myšlenkou co nejlépe využít čas, protože lidé musí platit za své členství, aby se mohli zapojit do fitness instituce. Jsou tedy považováni za zákazníky. Fitness instituce se snaží prozkoumat trh poskytováním dalších služeb, jako jsou osobní trenéři, trenéři a odborníci.
Osobní trenéři vystupují jako externí spolupracovníci, kteří představují fitness klub. Jedná se o druh reprezentace pro zákazníky z hlediska spokojenosti a loajality k dané fitness instituci. Trenéři také jednají jako makléři nebo agenti, aby vytvořili vazbu mezi činnostmi svých zákazníků a nákupem dalšího zboží a služeb, které jejich zákazníci potřebují pro určité činnosti, jako jsou boty pro specifické školení, oděvy nebo vybavení domácnosti. Trenéři jsou také motivátory zboží a služeb. Jsou povinni mít technické dovednosti, aby svým zákazníkům poskytovali profesionální fitness služby a musí mít dobré komunikační dovednosti, jejichž cílem je přesvědčit své zákazníky, aby více pracovali ve fitness instituci, což znamená nákup více zboží a služeb. A konečně, osobní trenéři vystupují také jako podnikatelé: vytvářejí velkou síť zákazníků pro různé výrobky a služby za účelem dosažení zisku. Z tohoto hlediska jsou osobní trenéři prostředníky mezi zákazníky a fitness institucí, kteří hrají klíčovou roli v komercializaci fitness kultury.
Popularitu osobních trenérů lze vysvětlit analýzou chování řízeného pravidly z hlediska evolučního myšlení. Z tohoto pohledu jednají osobní trenéři jako mluvčí, kteří poskytují pravidla, zatímco stážisté jsou posluchači, kteří pravidla dodržují. Mnohé lidské chování vychází z chování řízeného pravidly a přechází k dlouhodobé kontrole. Zda budou stážisté pokračovat v tréninku, závisí na posilování následováním pravidel osobních trenérů, protože být fit je dlouhodobý benefit fitness aktivit.
Úloha osobních trenérů také odhalila fenomén, který lze vysvětlit ze sociologického pohledu jako „self-outsourcing“. To znamená „převedení naší vlastní odpovědnosti na jiné“. Udržet si zdraví je vlastní odpovědností lidí, ale lidé si na to najímají osobní trenéry, kteří za ně budou zodpovědní. To je také důležité pro perspektivu „tělesné práce“ v sociologii těla: lidé odpovědnost za své vlastní tělo předávají na placené pracovníky s cílem udržet je zdravé a předcházet nemocem.

### Sportovní móda
Sportovní móda je produkt vytvořený komercializací fitness kultury. Jak bylo uvedeno výše, osobní trenéři také jednají jako agenti k prodeji různých výrobků a služeb. Příkladem je případ Body Training System (BTS). BTS instruktoři jsou naváděni ke změně svého oblečení podle programů, aby ukazovalo rozdíly v jejich charakteru. Cílem je navést účastníky ke koupi stejného oblečení, jaké nabízejí tyto programy.
Kromě toho se sportovní oblečení a sportovní obuv stala nejrychleji rostoucím segmentem na trhu s oděvy. Trendem sportovního nošení je to nejen pro sportovní aktivity, ale i pro denní nebo víkendové nošení. Zatímco klasické sportovní značky pokračují v rozšiřování svého tržního podílu v průmyslu, do soutěže se zapojily i módní značky.